# Гаплогруппа N (мтДНК)
В популяционной генетике человека гаплогруппой N называют одну из гаплогрупп, выявленных при анализе последовательности митохондриальной ДНК (mtDNA). Это необыкновенно широко распространённая гаплогруппа, носители её субклад живут на нескольких континентах, поэтому её называют макро-гаплогруппой. В свою очередь, макрогруппа N сама представляет собой одну из ветвей гаплогруппы L3, от которой она отделилась в западной части Азии 50—80 тыс. лет назад. TMRCA для базальной неафриканской гаплогруппы N составляет около 51 тыс. лет (95% доверительный интервал: 55,1—46,9 тыс. лет). Предковая гаплогруппа L3, в свою очередь, происходит от потомков гипотетической митохондриальной Евы из Африки. Стивен Оппенгеймер предложил для макрогруппы N название клан Насрин, а Брайн Сайкс — Наоми.

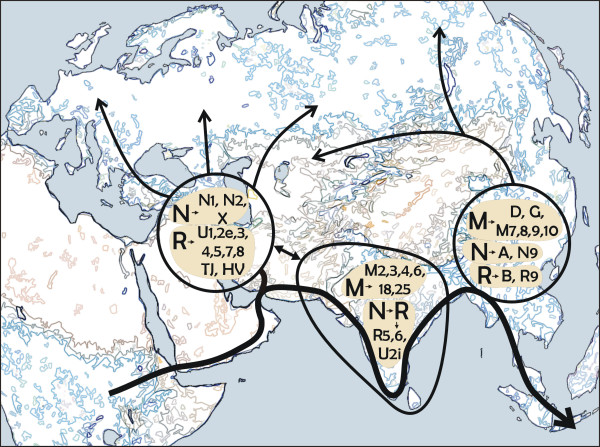
Миграции мтДНК

От гаплогруппы N происходят почти все гаплогруппы Европы, Океании, а также носителей индейских и многих азиатских языков. Она образовалась в западной части Азии приблизительно в то же время, когда и другая широко распространенная макрогруппа М. Обе в небольшом количестве встречаются в районе Африканского Рога, куда были привнесены в результате обратной миграции их носителей около 30 тыс. лет назад. Субгаплогруппа N9b существует на относительно высокой частоте в популяциях Юго-Восточной Сибири: удэгейцы — 30,4%, ульчи — 6,9% (Стариковская и др., 2005).
От макрогруппы N происходят другие широко распространенные макрогруппы: A, N1, R, I, S, W, X, Y. Из них:
- Субклада N* была обнаружена у представителей культуры кардиальной керамики[8].
- гаплогруппа А обнаружена в Центральной и восточной Азии, а также среди американских индейцев[9];
- гаплогруппа R — предок ряда распространенных групп, B, F, JT, P, а также HV, К и U, широко представленных в Европе[10];
- гаплогруппа S обнаружена у австралийских аборигенов[11];
- гаплогруппа W распространена преимущественно на западе Евразии[12];
- гаплогруппа X1 обнаружена в Северной Африке, а гаплогруппа X2 — в Европе, Сибири и Америке[13];
- гаплогруппа Y распространена среди нивхов и айнов, а также, в небольшом количестве, среди корейцев, монголов, коряков, ительменов, китайцев, японцев, жителей Малайского архипелага и некоторых тюркских народов[14][15].

## Палеогенетика
- Гаплогруппу N определили у женского черепа возрастом 47—45 тысяч лет из Конепрусских пещер[чеш.] на холме Золотой конь[чеш.] в Чехии[16].
- Гаплогруппу N определили у 6 представителей культуры линкомбьен-ранис-ежмановице[англ.] из пещеры Ильзенхёле[нем.] (Ранис, Тюрингия), живших около 45 тыс. лет назад[17]
- Гаплогруппа N определена у позднепалеолитических образцов ВВ7-240 и CC7-335 возрастом более 45 тыс. л. н. из  пещеры Бачо Киро в Болгарии[18].
- Гаплогруппа N определена у образца Oase 1 из румынской пещеры Пештера-ку-Оасе (40 тыс. л. н.)[19] и у образца Oase 2[20].
- Гаплогруппа N1 определена у обитателя крымской стоянки Буран-Кая, жившего 36 тыс. лет назад. N1 BuranKaya3A несёт три из восьми мутаций, происходящих до редкой митохондриальной гаплогруппы N1b, наиболее концентрированной на Ближнем Востоке, но широко распространенной от Западной Евразии до Африки[21].
- Гаплогруппа N определена у черепа на севере Монголии (Салхит) (Salkhit). Возраст 34 950—33 900 лет назад[22].
- Гаплогруппа N определена у обитателя грузинской пещеры Дзудзуана (Dzudzuana Cave), жившего 26 тыс. лет назад[23].
- N1b обнаружена у представителя натуфийской культуры[24].
- N1a1a1 обнаружена у двух анатолийских фермеров из местечка Бонджуклу (Boncuklu), живших 8300—7800  лет до нашей эры, и у двух фермеров из Тепеджик-Чифтлик (Tepecik-Çiftlik), живших примерно 6 тыс. лет назад[25].
- N1a1a1 обнаружили у индивида Troc5 стоянки Эльс Трокс в Пиренеях, жившего примерно 7310—7206 лет назад[26].
- Гаплогруппу N определили у двух неолитических скотоводов из Такаркори (Ливия), живших в Зелёной Сахаре 7 тыс. лет назад[27].
- N1a в эпоху раннего неолита была широко распространена в Европе среди носителей культуры линейно-ленточной керамики[28], однако в дальнейшем вытеснена другими гаплогруппами.
- N1b1 определена у энеолитического (4500—3900/3800 гг. до н. э.) образца I1177 из израильской пещеры близ друзской деревни Пкиин (Peqi’in Cave)[29].
- N1b1a обнаружена у анатолийского образца Tep003 из Тепеджик-Чифтлик (примерно 6 тыс. лет назад)[25].
- N1a1a1a у неолитического протомонгольца из Шатар Чулуу (Баянхонгор, Монголия)[30].
- N1b1 определена у потенциального майкопца (нет артефактов в захоронении)[31][32].
- N1a1a1a2 определили у представителей фатьяновской культуры[33].
- N1 определили у представителей синташтинской культуры эпохи бронзы[34].
- N9a была обнаружена у обитателя археологического объекта эпохи бронзы, расположенного в Аладжосе (Вальядолид, Центральная Испания)[35].
- N1a1a1a обнаружена у представителя саргатской культуры[36].
- N9b1 определена представительницы культуры Дзёмон IK002 (2500 лет до настоящего времени, Центральная Япония)[37] и у представителей культуры Дзёмон F5 и F23, живших на острове Ребун примерно 3500—3800 лет назад[38], у образца I6341 (Burial 5, JOM_137, 1500—1000 лет до н. э.) из Funadomari, у образцов I13887 (1063 Burial 7, 2191—1982 лет до н. э.) и I13886 (1062 Burial 6, 2136—1959 лет до н. э.) из Rokutsu Shell Mound. У образца I13883 (1050 Burial 2, 984—835 лет до н. э., Rokutsu Shell Mound) определена митохондриальная гаплогруппа N9b2a[39].
- Гаплогруппа N определена у представителя кобанской культуры из могильника Заюково-3, расположенного близ села Заюково в Баксанском районе Кабардино-Балкарской республики (VIII—VII века до н. э.)[40].
- N8 определена у образца из висячих гробов из северного Таиланда, N9a3 — из Юньнани[41].
- N9a обнаружена образца из района Красноярска (400—100 лет до н. э.)[42]
- N5 определили у мумии 1-го тыс. до н. э. — начала нашей эры из коллекции Государственного музея изобразительных искусств имени А. С. Пушкина № 4 (1,1а 5302 ГМИИ)[43][44]
- N9a9 обнаружена у двух детей, найденных в окрестностях крепости Капидава в Добрудже (880—990 года)[42]
- N1b1a обнаружена у жительницы Пскова X—XI веков (образец VK158)[45].
- N9a1 определили образца с кладбища Чжэньзишань (Zhenzishan) в китайском Шанду (XIII век)[46].